# Nelson A. Miles
Nelson Appleton Miles (8 de agosto de 1839 - 15 de mayo de 1925) fue un militar estadounidense que sirvió en la guerra de Secesión (1861-1865), las posteriores Guerras Indígenas (1840-1890) y la guerra hispano-estadounidense (1898). De 1895 a 1903, Miles fue el último Comandante General del Ejército de los Estados Unidos, antes de que el cargo se transformara en el actual jefe de Estado Mayor del Ejército de los Estados Unidos en 1903.

## Biografía
Miles nació en la granja familiar en Westminster (Massachusetts), el 8 de agosto de 1839, hijo de Daniel Miles y Mary (Curtis) Miles.  Se crio y educó en Westminster, y asistió a la academia dirigida por el educador John R. Galt. Tras decidirse por una carrera empresarial, en su adolescencia se mudó a Boston, donde trabajó como dependiente en la tienda de vajillas John Collamore & Company.
Mientras vivía en Boston, también asistió al Comer's Commercial College, una escuela de negocios que ofrecía cursos nocturnos. Con el probable estallido de la guerra civil estadounidense, Miles se encontraba entre varios jóvenes de Boston que comenzaron a estudiar instrucción militar y ceremonial, táctica y estrategia bajo la tutela de Eugene Salignac, quien usaba el título de "coronel" y afirmaba ser veterano del ejército francés. 

## Guerra de Secesión
Miles se encontraba trabajando como dependiente de un negocio de loza cuando estalló la guerra de Secesión. Se incorporó al Ejército de la Unión el 9 de septiembre de 1861 como voluntario y luchó en numerosas batallas cruciales. Ascendió a teniente en el 22.º Regimiento de voluntarios de Infantería de Massachusetts, que fue organizado y comandado por Henry Wilson. Se le asignó el puesto de teniente coronel del 61.º Regimiento de Infantería de Nueva York el 31 de mayo de 1862. Promocionó a coronel tras la Batalla de Antietam de septiembre de 1862.
Otras batallas en las que participó fueron las de Fredericksburg, Chancellorsville (durante la cual recibió un disparo en el cuello y el abdomen), la Campaña Overland y la Campaña final de Appomattox, y resultó herido por cuatro veces en el campo de batalla, recibió la graduación honoraria de General de Brigada de los voluntarios y se le concedió la Medalla de Honor por su arrojo, ambas en reconocimiento por sus actuaciones en Chancellorsville. Se le ascendió al rango máximo el 12 de mayo de 1864 por la Batalla de la Wilderness y la Batalla de Spotsylvania, llegando a ser más tarde Mayor general de los voluntarios a la edad de 26 años.

## Guerras Indias
En julio de 1866, Miles fue nombrado coronel en el Ejército regular, confirmado por el Senado de los Estados Unidos. Al año siguiente, en abril de 1867, fue nombrado comisionado adjunto de la sucursal de Carolina del Norte de la Oficina de Refugiados, Libertos y Tierras Abandonadas del Departamento de Guerra de los Estados Unidos, sirviendo bajo el comisionado de la oficina, el general de brigada Oliver O. Howard (1830-1909). El 30 de junio de 1868, se casó con Mary Hoyt Sherman (hija de Charles Taylor Sherman, sobrina del también general del Ejército de la Unión William T. Sherman y del senador estadounidense John Sherman, y nieta de Charles R. Sherman).  En marzo de 1869, se convirtió en comandante del 5.º Regimiento de Infantería de los Estados Unidos, cargo que ocupó durante 11 años.

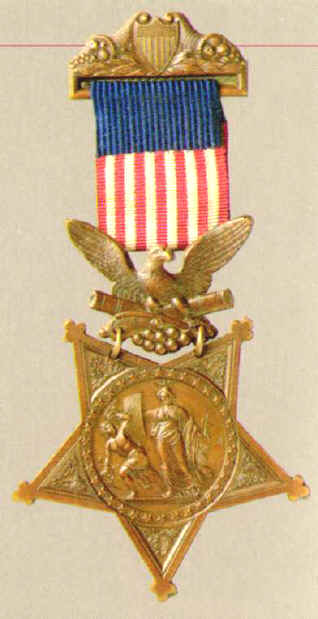
Nelson Miles fue galardonado con la Medalla de Honor por el arrojo de sus acciones en la Batalla de Chancellorsville.

Tras la Guerra Civil, Miles tuvo un papel de liderazgo en casi todas las etapas de la campaña del ejército contra las tribus de las Grandes Llanuras. Durante 1874-1875 fue comandante de campo de las tropas que vencieron a los kiowa, a los comanches y a los cheyenne del sur a lo largo del Río Rojo. Entre 1876 y 1877 participó en la ofensiva que barrió las Llanuras del Norte tras la derrota del Teniente Coronnel George Armstrong Custer en la Batalla de Little Big Horn, constriñendo al pueblo lakota y a sus aliados a reservas. En el invierno de 1877 condujo sus tropas a marcha forzada a través de Montana e interceptó a la banda de Nez Perce acaudillada por el Jefe Joseph, quien había derrotado o evitado a todas las unidades que habían mandado contra él en una extensión de 2400 km desde Oregón hasta la frontera con Canadá. Durante el resto de su carrera, Miles discutió con el General Oliver O. Howard por el mérito de la captura de Joseph.
En 1886 reemplazó al General George Crook como Comandante del Ejército contra Gerónimo en Arizona. Crook se apoyaba mucho en los oteadores apaches para capturar al caudillo de los chiricahua, pero Miles los sustituyó por tropas que más tarde atravesarían 4.800 millas persiguiendo a Gerónimo por las tortuosas montañas de Sierra Madre. Finalmente, el teniente Gatewood, junto con algunos oteadores apaches, consiguió negociar su rendición, por cuyos términos Gerónimo y sus seguidores fueron confinados en una reserva de Florida con todos los demás chiricahuas que habían colaborado con el ejército, violando el acuerdo que Miles tenía con ellos. A Gatewood no le reconoció mérito alguno en estas negociaciones.
En 1890 la última sublevación de los sioux, conocida como la Danza de los Espíritus, en las reservas lakota devolvió a Miles una vez más al campo de batalla. Sus esfuerzos por subyugarlos de nuevo terminaron con la muerte de Toro Sentado y la masacre de 200 sioux, entre los cuales había mujeres y niños, en la Masacre de Wounded Knee el 29 de diciembre de 1890. Miles reaccionó ante estos enfrentamientos proclamando la autoridad de los EE. UU. sobre los indios, convencido de que todos los lakota debían ser puestos bajo control militar.

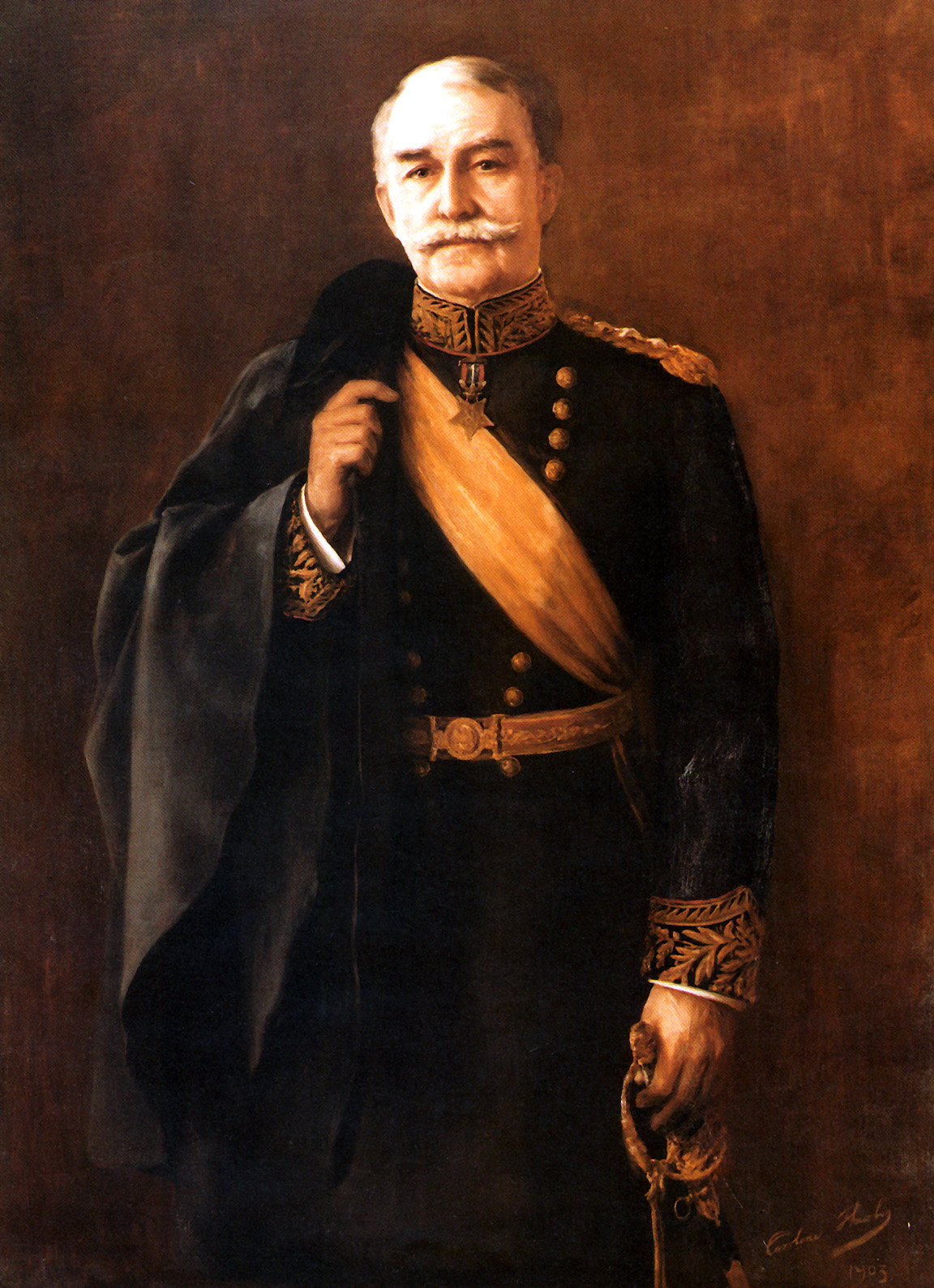
Retrato de Miles en el Centro de Historia Militar de los EE. UU.

## guerra hispano-estadounidense y vida posterior
En 1894, Miles estuvo al cargo de las tropas que se movilizaron para sofocar los disturbios de la huelga Pullman. Fue nombrado comandante general del Ejército de los Estados Unidos en 1895, puesto que mantuvo durante la guerra hispano-estadounidense. Miles lideró fuerzas en posiciones cubanas como Siboney y, tras la rendición de los españoles en Santiago de Cuba, él mismo acaudilló la invasión de Puerto Rico, llegando inicialmente a Guánica. Miles fue muy crítico con el oficial de intendencia por haber proporcionado carne enlatada rancia a las tropas en el campo de batalla. Fue el primer dirigente del gobierno militar que se estableció en la isla, actuando simultáneamente como dirigente del ejército de ocupación y como administrador de asuntos civiles. Logró el rango de Teniente General en 1900 gracias a su actuación en la guerra. Apodado "pavo valeroso" por el presidente Theodore Roosevelt, Miles dejó el servicio activo en 1903 al alcanzar la edad de jubilación. Tras su retiro, el puesto de comandante general del Ejército de los EE. UU. quedó abolido por un Acta del Congreso, introduciéndose el sistema de jefe del Personal del Ejército.
Con la ley de aquella época, se permitía que solamente una única persona tuviese el rango de teniente general, que era el grado más alto que podía obtener un oficial. El presidente Theodore Roosevelt, deseoso de deshacerse de Miles (pues se aborrecían mutuamente), prestó juramento al general Samuel B. Young como primer Jefe del Personal del Ejército precisamente en el último día de ocupación del cargo por Miles. Durante una hora aproximadamente los Estados Unidos tuvieron (de manera ilícita) a dos hombres como tenientes generales en servicio activo. A esta situación se puso fin cuando se le notificó a Miles su cese por medio de un mensajero en bicicleta y le escoltaron en su salida del despacho para dejarle libre el puesto al nuevo Jefe de Personal del Ejército.
Miles murió el 15 de mayo de 1925 a los 85 años a causa de un ataque al corazón mientras llevaba a sus nietos al circo en Washington D. C. Fue enterrado en el cementerio de Arlington en el Mausoleo Miles. Se trata de uno de los dos mausoleos que se encuentran dentro de los límites del cementerio. En el momento de su muerte, Miles era el oficial general superviviente de la Guerra Civil más veterano.
Miles participó como comandante en la Guerra Civil, las Guerras Indias y la guerra hispano-estadounidense. Pasados los 70 años, se ofreció también como voluntario del ejército durante la Primera Guerra Mundial, pero el presidente Woodrow Wilson no se lo permitió, debido a su avanzada edad en aquel momento. Quizás fuera justo que Wilson también rechazara la petición de uno de los mayores críticos de Miles, Teddy Roosevelt, para participar en el conflicto europeo.